# Adama Sawadogo
Adama Sawadogo (ur. 20 stycznia 1990 w Ouahigouyi) – burkiński piłkarz grający na pozycji bramkarza.

## Kariera klubowa
Karierę piłkarską Sawadogo rozpoczął w stolicy Burkiny Faso, w tamtejszym klubie o nazwie ASFA Yennenga. W 2008 roku zadebiutował w jego barwach w burkińskiej pierwszej lidze i stał się podstawowym zawodnikiem. W 2009 roku wywalczył z ASFA Yennega zarówno mistrzostwo Burkiny Faso, jak i Puchar Burkiny Faso. W 2010 roku przeszedł do gabońskiego Missile FC. W sezonie 2010/2011 wywalczył z nim mistrzostwo kraju. W 2015 roku grał w FC 105 Libreville, a w latach 2015-2017 w ASFA Yennega. W 2017 roku przeszedł do Salitas FC, z którym zdobył w 2018 roku puchar kraju. W sezonie 2019/2020 grał w US des Forces Armées, a w sezonie 2020/2021 w Rail Club du Kadiogo.

## Kariera reprezentacyjna
W reprezentacji Burkiny Faso Sawadogo zadebiutował w 2009 roku. W 2010 roku został powołany do kadry na Puchar Narodów Afryki 2010, gdzie został rezerwowym dla Daoudy Diakité.